# Saints Row 2
Saints Row 2 ist ein Action-Adventure-Open-World-Spiel, das von Volition entwickelt und von 2008 von THQ veröffentlicht wurde. Es ist der zweite Teil innerhalb der Saints-Row-Serie. Im Oktober erschien die internationale Fassung. Die für den deutschen Markt geschnittene erschien am 28. November für Xbox 360 und PlayStation 3. Die Portierung für Microsoft Windows verzögerte sich bis Januar 2009. Im April 2016 erschien zudem eine Fassung für Linux.

## Spielprinzip
Das Spiel findet in einer offenen Spielwelt statt, das heißt, der Spieler kann sich frei in der Karte bewegen. Dabei stehen neben diversen Landfahrzeugtypen auch Helikopter oder Boote zur Verfügung, um sich durch die Welt fortzubewegen. Durch das Erfüllen von Nebenmissionen, das Töten von Gegnern oder das Zerstören von Objekten erlangt der Spieler neben Geld auch Respektpunkte, die benötigt werden, um die Hauptmissionen freizuschalten und die Rahmenhandlung voranzubringen oder auch um mehr Gangmitglieder rekrutieren.

## Zensur
In der deutschen Version wurden mehrere Missionen und das Blut entfernt sowie die Zwischensequenzen stark geschnitten. Die Bundesprüfstelle für jugendgefährdende Medien (BPjM) stellte eine strafrechtliche Relevanz bei der ungeschnittenen Fassung fest und indizierte das Spiel auf Liste B.

## Rezeption
Die Presse rezensierte das Spiel auf Xbox 360 und PlayStation 3 im Allgemeinen positiv. Die PC-Portierung wurde hingegen für schwere Performanceprobleme kritisiert. Der zweite Teil der Reihe setze sich besser vom Konkurrenten Grand Theft Auto ab und entwickle einen eignen Charakter, der als schriller und krasser aber auch unterhaltsamer wahrgenommen wurde. Allerdings fehle es an vielen Stellen an Feinschliff, beispielsweise bei der Bedienung und der KI der Nichtspielerfiguren Gelobt wurden des Weiteren die abwechslungsreichen Missionen und unterhaltsamen Nebenaufgaben. Dafür mangle es an emergenten Erfahrungen und die Spielwelt wirke teilweise leer und leblos. Dass die Spielwelt von Beginn an vollständig erkundet werden kann, wurde positiv aufgenommen. Die Zensurmaßnahmen in der deutschen Version hätten den Spielspaß jedoch stellenweise getrübt. Die Version sei auch stark inhaltlich beschnitten worden.
Bis 2008 verkaufte sich Saints Row 2 über 2 Millionen Mal.